# Two Liberty Place
El Two Liberty Place es un rascacielos, situado en Filadelfia, Pensilvania, Estados Unidos. Es el tercer edificio más alto de Filadelfia después el Comcast Center y el One Liberty Place. Este edificio forma parte del complejo Liberty Place, que incluye a otro rascacielos muy similar, el One Liberty Place, que es más alto y tiene una antena.
Se encuentra en este complejo un centro comercial con 70 tiendas.
Un proyecto actual planea convertir los 20 últimos pisos del edificio en apartamentos.